# Javier Marías
Javier Marías Franco (Madrid, 20 de septiembre de 1951-Madrid, 11 de septiembre de 2022) fue un escritor, traductor y editor español. Fue miembro de número de la Real Academia Española desde el 2008 hasta su fallecimiento en el 2022, donde ocupó el sillón «R».

## Datos biográficos

### Formación
Javier (o Xavier) fue el cuarto de los cinco hijos del filósofo Julián Marías y de la escritora Dolores Franco Manera y hermano del historiador del arte Fernando Marías Franco y del crítico de cine y economista Miguel Marías y miembro de la Real Academia Española. Además, era sobrino del cineasta Jesús Franco (también conocido como «Jess Franco») y primo del también cineasta Ricardo Franco.
Pasó parte de su infancia junto con su familia en los Estados Unidos, ya que a su padre, encarcelado y represaliado por ser republicano, se le prohibió, tras salir en libertad, impartir clases en la universidad española, por lo que, tras colaborar entre 1948 y 1950 con José Ortega y Gasset en la creación del Instituto de Humanidades en Madrid, desde 1951 Julián Marías dio clases en universidades norteamericanas y en 1964, una vez rehabilitado su prestigio público, ingresó en la Real Academia Española.
Javier Marías recibió una sólida educación liberal en el Colegio Estudio, una institución pedagógica heredera de la Institución Libre de Enseñanza fundada en 1940 por Ángeles Gasset, Jimena Menéndez Pidal y Carmen García del Diestro. Se licenció en Filosofía y Letras (rama de la filología inglesa) por la Universidad Complutense de Madrid.
Sobrino y primo, respectivamente, de los cineastas Jesús "Jess" Franco y Ricardo Franco, colaboró con ellos en su juventud traduciendo o escribiendo guiones, e incluso apareciendo como extra en algún largometraje.

### Primeras publicaciones
En 1970 escribió su primera novela, Los dominios del lobo, que saldría al año siguiente. Entre la escritura de la obra y su publicación, conoció a Juan Benet, al que le uniría a partir de entonces una gran amistad y que fue una figura clave en su vida personal y literaria.
En 1972 publicó Travesía del horizonte, y en 1978, El monarca del tiempo. Ese mismo año apareció su traducción de la novela La vida y opiniones del caballero Tristram Shandy, de Laurence Sterne, por la que se le concedió, al año siguiente, el Premio de traducción Fray Luis de León. En 1983 salió su cuarta novela, El siglo.
Entre 1983 y 1985 impartió clases de literatura española y teoría de la traducción en la Universidad de Oxford. En 1984 lo haría en el Wellesley College y entre 1987 y 1992 en la Complutense de Madrid.
El hombre sentimental apareció en 1986 y, dos años más tarde, Todas las almas, obra esta última que narra la historia de un profesor español que imparte clases en Oxford, lo que dio lugar a que el narrador fuera identificado como Marías. Los protagonistas de sus novelas escritas desde 1986 son intérpretes o traductores, «personas que han renunciado a sus propias voces», en palabras de Marías.
En 1990 salió su primera recopilación de relatos breves, Mientras ellas duermen, y en 1991, la primera de artículos periodísticos, Pasiones pasadas. En años sucesivos aparecieron nuevos volúmenes en los que se recopilaba su obra publicada en prensa y revistas.

### Consagración
Corazón tan blanco (1992), en la que se mezclan novela y ensayo, tuvo un gran éxito tanto de público como de crítica, y se convirtió en uno de los puntos de referencia del denominado hibridismo genérico, y supuso su consagración como escritor. Se tradujo a decenas de lenguas, y el crítico alemán Marcel Reich-Ranicki mencionó a Marías como uno de los más importantes autores vivos del mundo.
Su siguiente novela, publicada en 1994, Mañana en la batalla piensa en mí (título tomado de un verso de Shakespeare, al igual que Corazón tan blanco), recibió importantes premios en Europa y América, como el Premio Rómulo Gallegos (fue la primera vez que este galardón se otorgó a un español) y el Premio Fastenrath, de la Real Academia Española, por citar solo dos. El protagonista es un negro literario.
En 1998 apareció Negra espalda del tiempo, novela en la que Javier Marías detalla los cruces entre ficción y vida real producidos por la falsa interpretación de Todas las almas como un roman à clef. Es también en esta obra donde se cuenta la historia del «legendario, real y ficticio» Reino de Redonda, del que Marías se acababa de convertir en soberano, con el nombre de Xavier I, tras la abdicación de Jon Wynne-Tyson. Con evidente tono lúdico, Marías (pese a su republicanismo confeso) aceptó el título con el objeto de defender el legado literario del reino, nombró una corte formada por personajes de la cultura nacional e internacional y convocó un premio anual. En el 2000 creó la editorial Reino de Redonda.
En el 2002 comenzó a publicar la que podría calificarse como su novela más ambiciosa, Tu rostro mañana. Aunque de lectura independiente, continúa con algunos de los personajes (en particular, el narrador) de Todas las almas. Debido a su extensión, más de 1500 páginas, el autor decidió publicarla en tres tomos (Fiebre y lanza, 2002; Baile y sueño, 2004, y Veneno y sombra y adiós, 2007).
En el 2011 publicó Los enamoramientos, novela con una trama en parte detectivesca, pero que plantea problemas filosóficos, éticos. La historia está relatada en primera persona por María, la protagonista que trabaja en una editorial, y es la primera vez en que Marías utiliza una narradora (antes solo había escrito un relato corto desde la perspectiva femenina). Publicada en abril, a octubre de 2011 la novela había sido traducida ya a 18 idiomas, y la edición de Alfaguara había vendido más de 100.000 ejemplares. La novela no sólo tuvo un gran éxito de público, sino también de crítica: fue elegida libro del año 2011 por el suplemento cultural Babelia de El País.
En el 2012, Marías fue galardonado con el Premio Nacional de Narrativa español. Este galardón lo concede el Ministerio de Cultura (o equivalente) de ese país. Marías rechazó el premio y aseguró que agradecía «la gentileza del jurado» y que esperaba que no se tomara su postura «como un feo»:

Estoy siendo coherente con lo que siempre he dicho, que nunca recibiría un premio institucional. Si hubiera estado el PSOE en el poder hubiera hecho lo mismo... He rechazado toda remuneración que procediera del erario público. He dicho en no pocas ocasiones que en el caso de que se me concediera no podría aceptar premio alguno.
Javier Marías, octubre de 2012

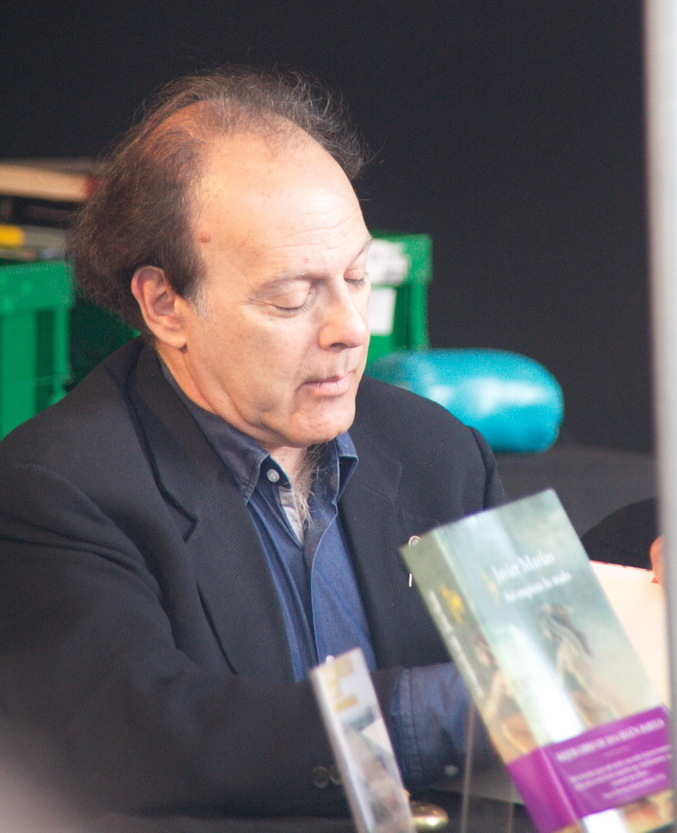
Javier Marías en 2015.

Marías reunió, en el 2012, en un volumen titulado Mala índole (nombre de un cuento largo que había publicado, por entregas, en el diario El País en 1996 y dos años más tarde en libro aparte) los relatos que consideraba que podían reeditarse. Al respecto, explicó: «Dado lo poco que he frecuentado el noble arte del cuento en los últimos tiempos, es posible que ya no escriba más y que lo que aquí se ofrece acabe siendo la totalidad aceptada y aceptable de mi contribución al género». Esta antología contiene los 26 relatos ya incluidos en sus anteriores libros de cuentos —Mientras ellas duermen y Cuando fui mortal— más cuatro escritos después de que esas recopilaciones se hubiesen publicado.
Sus obras se han traducido a 40 idiomas y se han publicado en 50 países. La editorial Penguin ha decidido incorporar siete libros de Marías —cinco novelas, un libro de relatos y otro de ensayos— a su colección de Modern Classics (el acuerdo correspondiente se cerró en la Feria del Libro de Fráncfort 2011), con lo que este novelista pasa a ser el sexto escritor en lengua española incluido en ese selecto club después de Jorge Luis Borges, Federico García Lorca, Gabriel García Márquez, Pablo Neruda y Octavio Paz.
Falleció en Madrid el 11 de septiembre de 2022 debido a una neumonía bilateral, que algunos medios señalaron como causada por el virus COVID-19.

## Otras presencias
El 29 de junio de 2006 fue elegido miembro de la Real Academia Española —tomó posesión el 27 de abril de 2008—, en la que ocupaba el sillón R, que quedó vacante tras la muerte de Fernando Lázaro Carreter. Anteriormente, en 1994, había declinado pertenecer a la institución porque su padre ya ocupaba una plaza. Leyó su discurso de ingreso, titulado Sobre la dificultad de contar, el domingo 27 de abril de 2008, al que contestó el profesor Francisco Rico.
Su labor como articulista ha sido muy influyente tanto en España como en América Latina y ha aparecido en medios muy relevantes como los periódicos españoles El País, el suplemento El Semanal del Grupo Correo (para el que dejó de escribir después de un incidente en el que alegó que se le había censurado), y la revista mexicana Letras Libres.
Además era rey del ficticio Reino de Redonda bajo el nombre de King Xavier I, como se explica en Negra espalda del tiempo. Desde su cargo otorgó títulos nobiliarios (ficticios) a una gran cantidad de personajes de las artes y las letras, entre ellos Pedro Almodóvar, Arturo Pérez-Reverte, Francis Ford Coppola, Umberto Eco, Milan Kundera, John Maxwell Coetzee y Alice Munro.
Estuvo casado con la editora barcelonesa Carme López Mercader.

## Polémicas
Fueron públicos sus enfrentamientos y sus diferencias con diversos personajes, como, entre otros:
- Jorge Herralde, editor de Anagrama, en la que Javier Marías publicó sus primeras obras y de la que se separó en 1995, después de acusar a los editores de ser «unos ignorantes mercachifles» y de compararlos con proxenetas «dedicados a traficar con putas de postín»;[47]
- Elías y Gracia Querejeta, por la adaptación cinematográfica de Todas las almas, ya que la película, titulada El último viaje de Robert Rylands y estrenada en 1996, desfiguraba, según Marías, su libro hasta hacerlo irreconocible, por lo que exigió que se suprimiera toda mención a su nombre y a su novela en los títulos de crédito e inició un largo proceso judicial que, tras dos sentencias favorables al escritor en 1998 y 2002, terminó el 7 de marzo de 2006 con el rechazo, por parte del Tribunal Supremo, del recurso presentado por la productora de Elías Querejeta y ratificó los veredictos a favor de Marías;
- Juan Manuel de Prada, a quien prácticamente acusó de plagio;[48]
- el suplemento de prensa XLSemanal del Grupo Correo, que se negó a publicar uno de sus artículos;[43]
- la Asociación de Víctimas del Terrorismo, a raíz de la publicación del artículo Un país demasiado anómalo.[49]

Fue criticado recurrentemente en múltiples artículos publicados en La Fiera Literaria, boletín del Centro de Documentación de la Novela Española.

## Obra

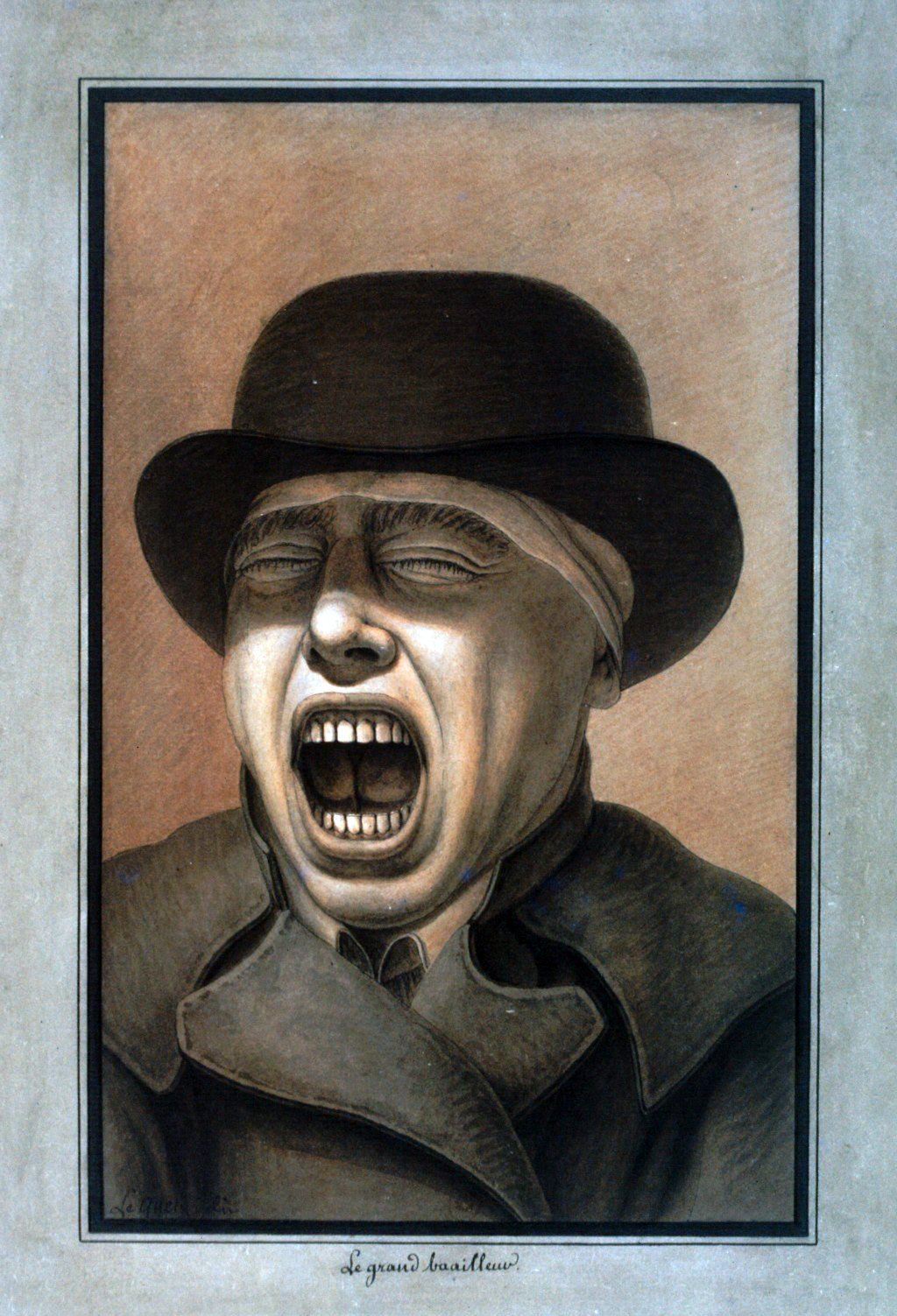
Imagen de portada de Cuentos únicos (volumen 25 de la colección El Ojo sin Párpado, Siruela, 1989).

### Novelas
- Los dominios del lobo (Edhasa, 1971)
- Travesía del horizonte (La Gaya Ciencia, 1973)
- El monarca del tiempo (Alfaguara, 1978)
- El siglo (Seix Barral, 1983)
- El hombre sentimental (Anagrama, 1986)
- Todas las almas (Anagrama, 1989)
- Corazón tan blanco (Anagrama, 1992)
- Mañana en la batalla piensa en mí (Anagrama, 1994)
- Negra espalda del tiempo (Alfaguara, 1998)
- La trilogía Tu rostro mañana (Alfaguara, 2002-2007), constituida por:
  - Tu rostro mañana 1. Fiebre y lanza (Alfaguara, 2002)
  - Tu rostro mañana 2. Baile y sueño (Alfaguara, 2004)
  - Tu rostro mañana 3. Veneno y sombra y adiós (Alfaguara, 2007)
- Los enamoramientos (Alfaguara, 2011)
- Así empieza lo malo (Alfaguara, 2014)
- Berta Isla (Alfaguara, 2017)
- Tomás Nevinson (Alfaguara, 2021)[52]

### Cuentos
- Cuentos únicos (volumen 25 de El Ojo sin Párpado, Siruela, 1989;[51] edición ampliada, Reino de Redonda, 2004)
- Mientras ellas duermen (Anagrama, 1990)
- Cuando fui mortal (Alfaguara, 1996)
- Mala índole (Plaza & Janés, 1998)[53]
- Mala índole. Cuentos aceptados y aceptables (Alfaguara, 2012)

### Ensayos
- Vidas escritas (Siruela, 1992)
- El hombre que parecía no querer nada (Espasa-Calpe, 1996)
- Miramientos (Alfaguara, 1997)
- Faulkner y Nabokov: dos maestros (Debolsillo, 2009)
- Las huellas dispersas (Contemporánea, 2013)
- El Quijote de Wellesley: notas para un curso en 1984 (Alfaguara, 2016)
- Entre eternidades y otros escritos (2018)

### Recopilación de artículos
- Pasiones pasadas (Anagrama, 1991)
- Literatura y fantasma (Siruela, 1993)
- Vida del fantasma (Aguilar, 1995)
- Mano de sombra (Alfaguara, 1997)
- Seré amado cuando falte (Alfaguara, 1999)
- Salvajes y sentimentales. Letras de fútbol (Aguilar, 2000)
- A veces un caballero (Alfaguara, 2001)
- Harán de mí un criminal (Alfaguara, 2003)
- El oficio de oír llover (Alfaguara, 2005)
- Donde todo ha sucedido. Al salir del cine (Galaxia Gutenberg, 2005)
- Demasiada nieve alrededor (Alfaguara, 2007)
- Aquella mitad de mi tiempo. Al mirar atrás (Galaxia Gutenberg, 2008)
- Lo que no vengo a decir (Alfaguara, 2009)
- Los villanos de la nación. Letras de política y sociedad (Libros del Lince, 2010)
- Ni se les ocurra disparar (Alfaguara, 2011)
- Lección pasada de moda. Letras de lengua (Galaxia Gutenberg, 2012)
- Tiempos ridículos (Alfaguara, 2013)
- Juro no decir nunca la verdad (Alfaguara, 2015)
- Cuando los tontos mandan (Alfaguara, 2018)
- Cuando la sociedad es el tirano (Alfaguara, 2019)
- ¿Será buena persona el cocinero? (Alfaguara, 2022)

### Literatura infantil
- Ven a buscarme (Alfaguara, 2011)

### Traducciones
- El brazo marchito y otros relatos, de Thomas Hardy (Alianza Tres, 1974).
- Tristram Shandy, de Laurence Sterne (Alfaguara, 1978).
- De vuelta del mar, de Robert Louis Stevenson (Hiperión, 1980).
- El espejo del mar, de Joseph Conrad (Hiperión, 1981).
- Ehrengard, de Isak Dinesen (Bruguera, 1984).
- El violinista ambulante, de Thomas Hardy (en Textos paralelos I. Cuentos británicos, Turner, 1984).
- El crepúsculo celta, de William Butler Yeats (Alfaguara, 1985).
- Religio Medici, de Thomas Browne (Alfaguara, 1986).
- Autorretrato en espejo convexo, de John Ashbery (Visor, 1990).
- Un poema no escrito, de Wystan Hugh Auden (Pre-Textos, 1996).
- Notas para una ficción suprema, de Wallace Stevens (Pre-Textos, 1996).
- Si yo amaneciera otra vez, de William Faulkner (Alfaguara, 1997).
- Desde que te vi morir, de Vladimir Nabokov (Alfaguara, 1999).

## Crítica
La crítica ha dicho de sus novelas:

Marías ha logrado, a la fecha, la construcción más sostenida, compleja e importante que tal voluntad (de estilo y de género) ha producido en las nuevas letras españolas.
José Carlos Mainer

El «estilo Marías» tiene algo de hipnótico, porque te lleva donde quiere, y ese sitio resultó tener más posibilidades de las que creías al principio. La raíz de su peculiar estilo es que sirve a la arquitectura de la inteligencia. Y se ha entregado con ella a ofrecer el testimonio necesario de horrores heredados que nos hacen prevenir los rostros del mañana. Obra maestra. Creo que es su obra, y que lo será por mucho tiempo.
José María Pozuelo Yvancos

Estilo magnético y ambiguo desenmascara la naturaleza convencional de lo que se considera verdadero o verosímil, comprobado o fingido, histórico o novelesco.
Elide Pittarello

La novela es la vida misma, como el río que se despeña o las aguas que se remansan. No se trata de la historia de una pasión, como serían las «nivolas» de Unamuno, sino la vida de lejos de un quehacer restringido.
Manuel Alvar

Es un novela que se hunde en los espacios densos y sombríos de la vida matrimonial, para revelar que así como el amor no tiene límites, tampoco el rencor ni la desdicha. Una novela que se detiene, como una epifanía, en el acto de vivir y lo intenta descifrar, en todas sus desbocadas dimensiones. El que ha escrito Marías es un libro que hiere, que lastima, pero que hace crecer y que transforma.
Miguel Molina Díaz

## Galardones
- Premio de traducción Fray Luis de León (Premio Nacional de Traducción) 1979 por Tristram Shandy (de Laurence Sterne)
- Premio Herralde 1986 por El hombre sentimental
- Premio Ciudad de Barcelona 1989 por Todas las almas
- Premio de la Crítica de narrativa castellana 1992 por Corazón tan blanco
- Prix L'Œil et la Lettre 1993 por Corazón tan blanco
- Premio Rómulo Gallegos 1995 por Mañana en la batalla piensa en mí
- Premio Fastenrath 1995 (Real Academia Española) por Mañana en la batalla piensa en mí
- Prix Femina Étranger 1996 (Francia) a la mejor novela extranjera por Mañana en la batalla piensa en mí
- Premio Nelly Sachs 1997 (Dortmund) por el conjunto de su obra
- IMPAC International Dublin Literary Award 1997 (Trinity College de Dublín) por Corazón tan blanco
- Premio Letterario Internazionale Mondello-Città di Palermo 1998 por Mañana en la batalla piensa en mí
- Premio Comunidad de Madrid 1998 a la creación artística por el conjunto de su obra
- Premio Internazionale Ennio Flaiano 2000 por El hombre sentimental
- Premio Grinzane Cavour 2000 (Turín) por el conjunto de su obra
- Premio Internacional Alberto Moravia de narrativa extranjera 2000 (Roma) por el conjunto de su obra
- Premio Nacional de Periodismo Miguel Delibes 2003 por el artículo El oficio de oír llover
- Premio Salambó 2003 al mejor libro de narrativa por Tu rostro mañana, 1: Fiebre y lanza
- Premio José Donoso en 2008, por el conjunto de su obra, Universidad de Talca, Chile.
- Premio Nacional de Narrativa 2011 (rechazado por el autor al no aceptar premios oficiales del Estado)[31][59]
- Premio Internacional de Literatura Nonino 2011 por el conjunto de su obra (Italia)
- Premio Austriaco de Literatura Europea 2011[60]
- Premio Nacional de Narrativa (de España) 2012 por Los enamoramientos (rechazado por el autor)[61]
- Premio Formentor de las Letras 2013[62]
- Premio de la Crítica de narrativa castellana 2017 por Berta Isla
- Premio de Periodismo Diario Madrid 2020[63]

## Adaptaciones cinematográficas
- El último viaje de Robert Rylands (1996). Basada en la novela Todas las almas. Dirigida por Gracia Querejeta y protagonizada por Ben Cross.
- Mientras ellas duermen (2016). Basada en el libro de relatos homónimo. Dirigida por Wayne Wang y protagonizada por Takeshi Kitano.